# Volkswagen Maggiolino (2011)
La Volkswagen Maggiolino (denominata Beetle nei paesi anglofoni, Coccinelle in Francia, Fusca in Brasile e Käfer nei paesi di lingua tedesca) è un'autovettura prodotta dalla casa automobilistica Volkswagen dal 2011 al 2019.

## Il contesto
Nasce come evoluzione della Volkswagen New Beetle, ma con un'impostazione più squadrata, spigolosa e sportiva e un profilo e una forma generale più simile al Maggiolino originale.

## Profilo e versioni

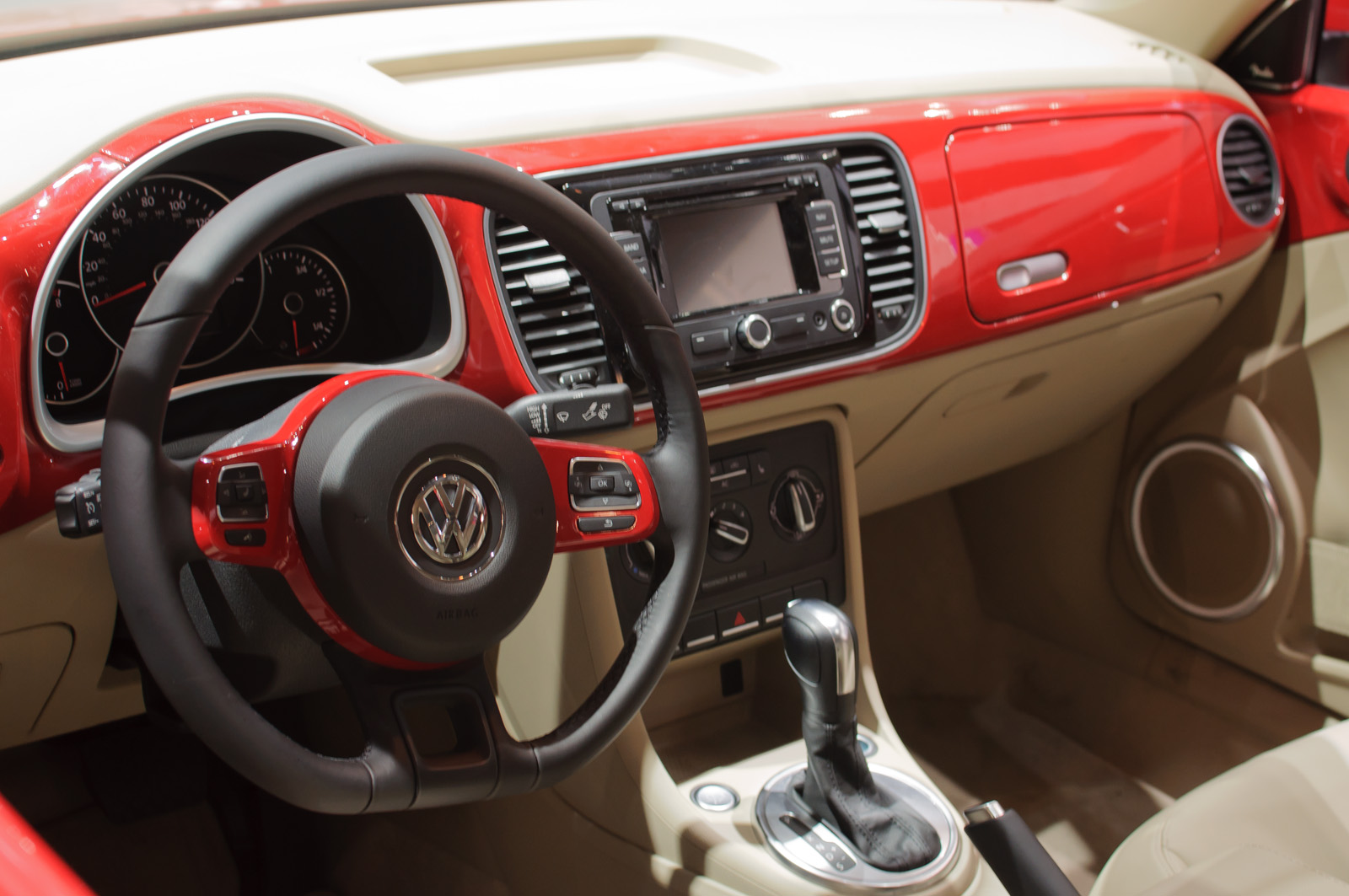
Abitacolo di un Maggiolino

La commercializzazione è iniziata verso la fine del 2011 in due versioni: la versione Design viene proposta in tre motorizzazioni, diesel e benzina, disponibile con cambio manuale a 5 o a 6 rapporti. I propulsori a benzina sono da 1.2 litri TSI erogante 105 CV e da 1.4 litri TSI con 160 CV; la versione diesel è da 1.6 litri TDI con 105 CV.
La versione Sport è prodotta con due sole motorizzazioni a benzina, un 1.4 litri TSI da 160 CV e un 2.0 litri TSI da 200 CV; il cambio è a 6 marce, in alternativa è disponibile il cambio automatico DSG a 7 marce per il 1.4 TSI e a 6 marce per il 2.0 TSI.
Nella versione Sport è disponibile anche la motorizzazione 2.0 TDI con 140 CV.

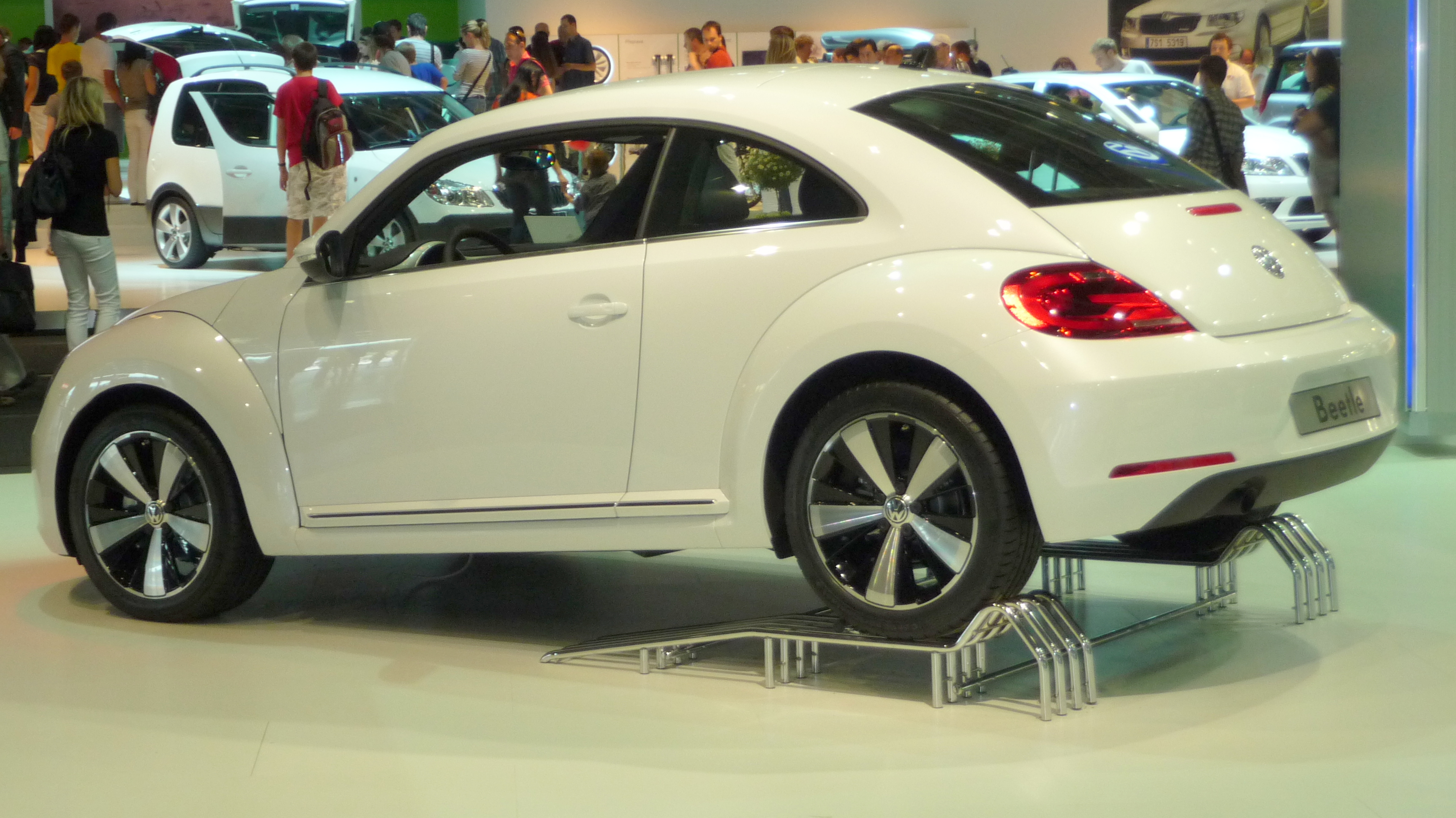
Retro di un Maggiolino (versione non sportiva, senza alettone)

Basata interamente sul pianale della Volkswagen Golf VI, ha le sospensioni anteriori MacPherson, mentre le sospensioni posteriori variano a seconda del modello: le versioni a benzina 1.2 TSI e 1.4 TSI, e tutte le versioni a gasolio, montano un retrotreno a barra di torsione con barra Panhard; la 2.0 TSI e le versioni cabriolet (in tutte le motorizzazioni) montano un sistema multilink a 4 bracci.
Anche la nuova versione è stata sottoposta ai crash test dell'Euro NCAP totalizzando il punteggio di 5 stelle.

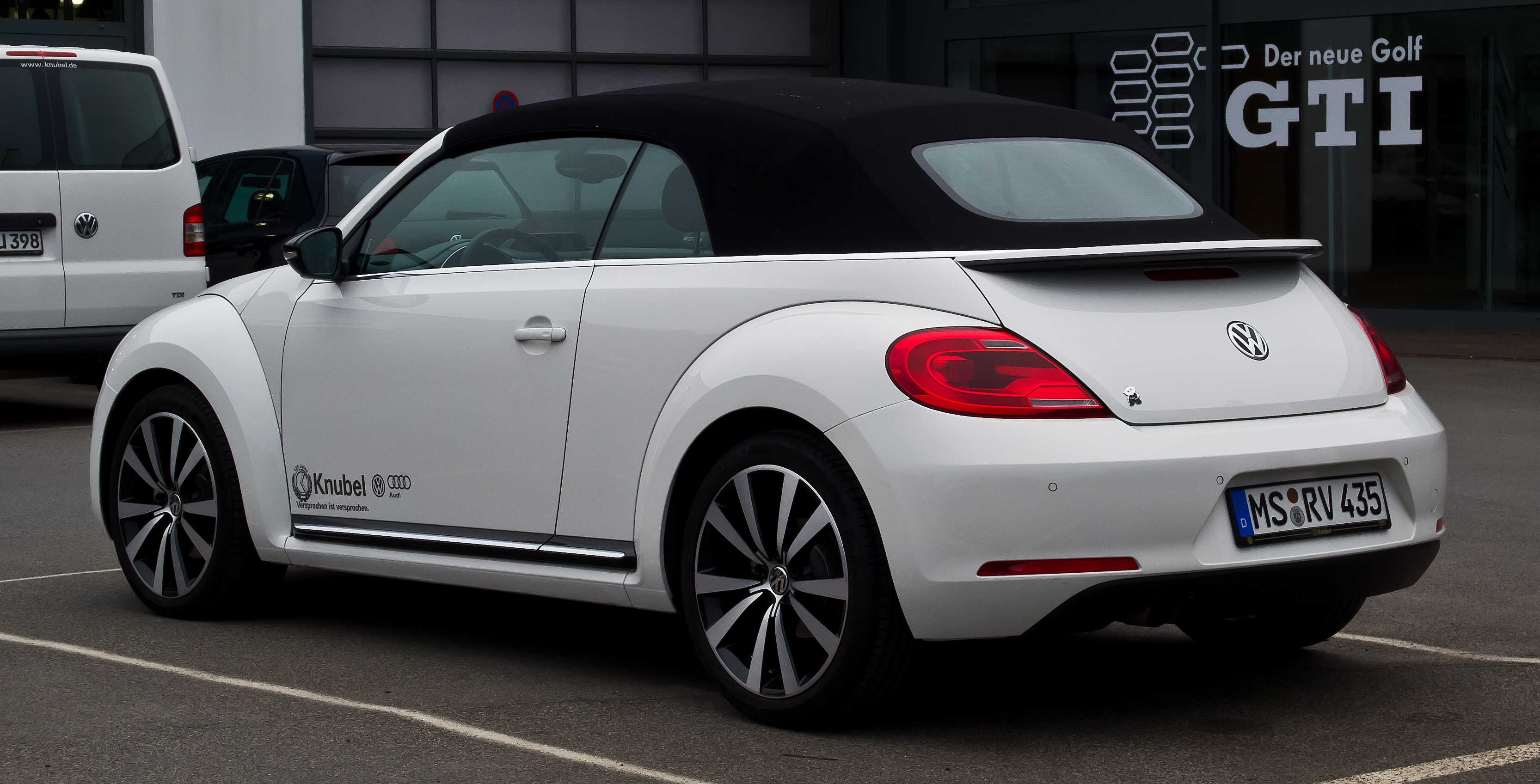
Maggiolino in versione cabriolet

Nel 2014 è stata presentata la versione Cabriolet Karmann. Dedicata alla famosa società di design, era dotata di nuovi cerchi cromati da 18" e di una nuova strumentazione interna.

### Restyling 2016 e fine della produzione

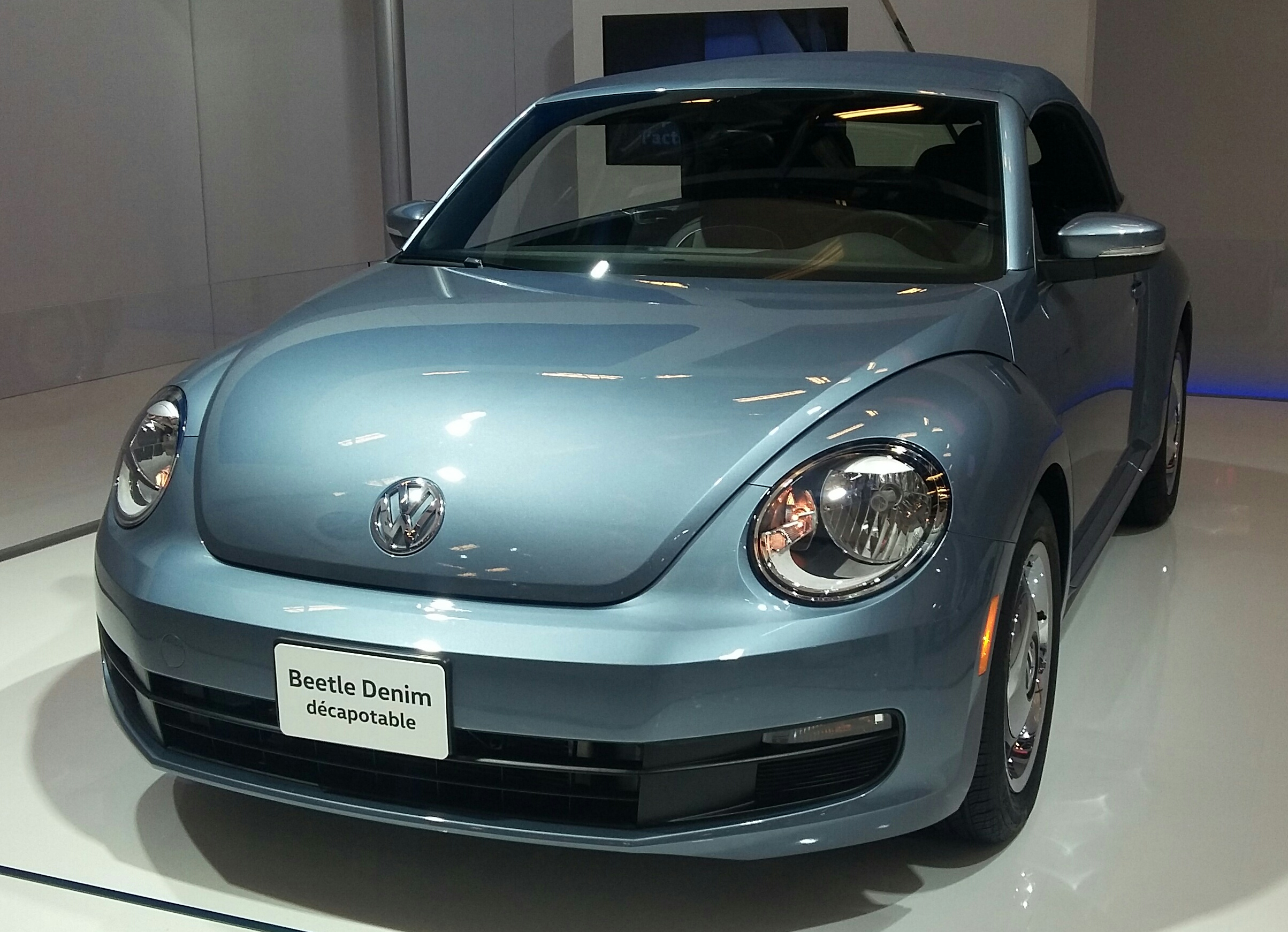
Volkswagen Maggiolino Denim Cabriolet dopo il restyling del 2016

Nella primavera del 2016, il Maggiolino è stato sottoposto, sia in versione coupé che cabriolet, a un aggiornamento estetico e meccanico. Questo ha influenzato il design della sezione anteriore dell'auto, ora con paraurti più stretti e dalla profilatura più spigolosa e squadrata e nuove luci posteriori a LED con una nuova trama interna. Allo stesso tempo sono state introdotte nuove linee di allestimento, denominate "Dune" e "Denim". Il capo dello sviluppo tecnico di VW, Frank Welsch, ha dichiarato al Salone dell'Automobile di Ginevra del 2018 che questa sarà l'ultima generazione di Maggiolino. La commercializzazione cessa nel 2018 in Europa e in America nel 2019 (con gli allestimenti speciali final edition), senza essere rimpiazzata da alcuna erede. Il motivo di tale decisione è da ricercare nella volontà della casa tedesca di concentrare le risorse nella produzione del minivan elettrico ID. Buzz, il quale ha debuttato nel 2022.

## Motorizzazioni
| Modello | Disponibilità    | Motore  | Cilindrata (cm³) | Potenza         | Coppia max (Nm) | Emissioni CO2 (g/km) | 0–100 km/h (secondi) | Velocità max (km/h) | Consumo medio (km/l) |
| 1.2 TSI | dal 2011         | Benzina | 1197             | 77 kW (105 CV)  | 175             | 137                  | 10,9                 | 180                 | 16,9                 |
| 1.4 TSI | dal 2011         | Benzina | 1390             | 118 kW (160 CV) | 240             | 153                  | 8,3                  | 208                 | 15,2                 |
| 2.0 TSI | dal 2011 al 2016 | Benzina | 1984             | 147 kW (200 CV) | 280             | 179                  | 7,5                  | 223                 | 13,0                 |
| 2.0 TSI | dal 2016         | Benzina | 1984             | 161 KW (220 CV) | 350             | 138                  | 6,8                  | 235                 | 16,6                 |
| 1.6 TDI | dal 2011         | Diesel  | 1598             | 77 kW (105 CV)  | 240             | 112                  | 11,5                 | 180                 | 23,3                 |
| 2.0 TDI | dal 2012         | Diesel  | 1968             | 103 kW (140 CV) | 320             | 129                  | 9,5                  | 198                 | 19,5                 |

## Attività sportiva

### Volkswagen GRC Beetle

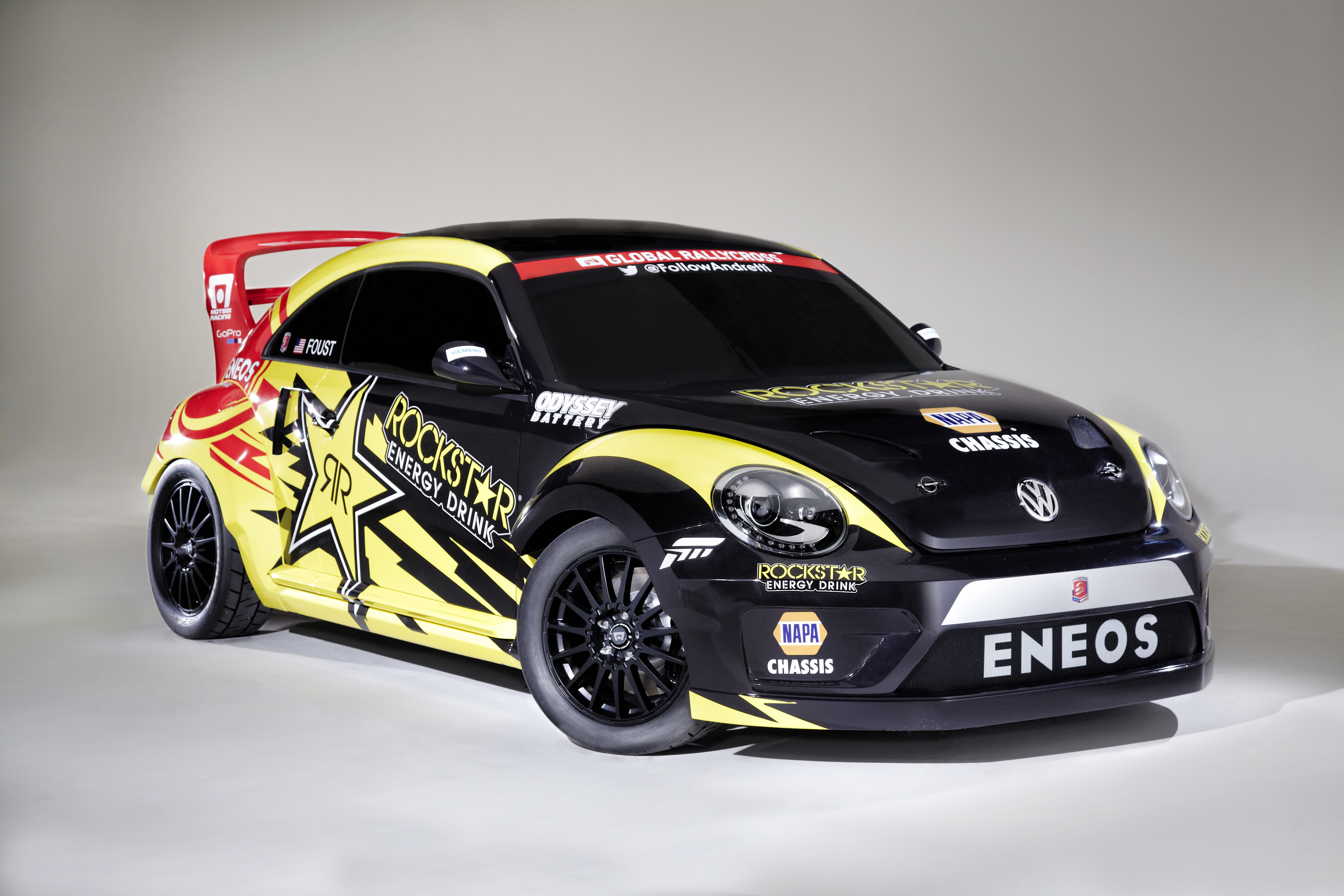
VW Beetle GlobalRallyCross (GRC)

Nel 2014 la Volkswagen prese la decisione di entrare nel campionato del mondo di Rallycross. Per questo fine ricorse alla collaborazione del team statunitense Andretti Autosports, con il quale creò il Volkswagen Andretti Rallycross. Come vettura venne deciso di impiegare una nuova versione del Volkswagen Beetle denominata GRC. Era dotata di un propulsore TSI turbocompresso da 560 CV di potenza, nuovi sistemi di sicurezza omologati FIA, nuove componenti aerodinamiche e nuovi pneumatici adatti alle piste da rallycross. I piloti ingaggiati erano Tanner Foust e Scott Speed.